# Ernest Henry Starling
Ernest Herny Starling (Londra, 17 aprile 1866 – Kingston Harbour, 2 maggio 1927) è stato un fisiologo inglese che ha lavorato in Inghilterra, Francia e Germania.
Ha svolto la maggior parte del suo lavoro all'University College di Londra, assistito da William Maddock Bayliss che divenne suo cognato in seguito al matrimonio con Gertrude Starling.
Starling è noto per l'elaborazione della "Legge di Frank-Starling", presentata nel 1915 e modificata nel 1919.
Inoltre i suoi contributi alla fisiologia sono stati:
- L'equazione di Starling, definisce gli scambi di fluidi fra i diversi compartimenti dell'organismo (1896)
- La scoperta della secretina, il primo ormone, con Bayliss (1902), e l'introduzione del concetto di ormone (1905) (dal greco "risveglio l'attività")
- La scoperta che il tubulo contorto distale renale riassorbe acqua e vari elettroliti